# 木子洋
木子洋（英語：Kwin，1994年4月21日—），本名李振洋，山東菏澤人，中國男歌手，坤音娛樂旗下練習生。就讀北京服裝學院服裝表演系，大學時期就曾參與米蘭時裝周等大型走秀。2018年1月，參加愛奇藝偶像男團競演養成類真人秀《偶像練習生》，最後獲得第22名。於2018年8月30日，为坤音四子ONER的一員正式出道。2021年4月，发行首张个人迷你专辑《Your Kwin》。

## 音樂作品

### 個人單曲
| 日期          | 歌曲名稱 |
| ------------- | -------- |
| 2019年7月12日 | I'm Kwin |
| 2020年4月21日 | 狼狈     |

## 影視作品

### 电视剧
| 年份   | 劇名             | 角色   | 备注   |
| ------ | ---------------- | ------ | ------ |
| 2023年 | 《积极的生活吧》 | 何阳光 | 网络剧 |

### 固定節目
| 日期                 | 電視台 | 節目名稱   | 備註                               |
| 2018年1月19日-4月6日 | 愛奇藝 | 偶像練習生 | 最終成績第22名，節目最高名次第20名 |

## 偶像練習生參賽表現
| 日期          | 集數     | 節目內容                                                                              |
| 2018年1月19日 | 第一集   | 與坤音娛樂BC221成員一起出場，初始自我評價為等級D，並選擇18號座位                      |
| 2018年1月26日 | 第二集   | 與坤音娛樂BC221成員初登場表演，表演曲目《解藥》，獲得等級C                            |
| 2018年2月2日  | 第三集   | 主題曲《EIEI》考核，再評定成績下降至等級F                                             |
| 2018年2月9日  | 第四集   | 組合對抗考核，表演《Dance to the music》，在B組擔任隊伍中的CENTER，在表演現場獲得28票 |
| 2018年2月16日 | 第五集   | 第一輪排名儀式，以910,613票獲得第24名                                                 |
| 2018年2月23日 | 第六集   | 位置評價考核，選擇VOCAL位置並選唱《Always Online》歌曲，並擔任隊伍中的CENTER          |
| 2018年3月2日  | 第七集   | 位置評價考核，與High fashion隊伍組員一起演唱《Always Online》，在表演現場獲得199票    |
| 2018年3月9日  | 第八集   | 第二輪排名儀式，以2,774,054票獲得第20名                                               |
| 2018年3月16日 | 第九集   | 主題考核，與十二分之七隊伍組員一起表演《Firewalking》，在表演現場獲得27票             |
| 2018年3月23日 | 第十集   | 第三輪排名儀式，以962,908票獲得第22名，無緣進入最終的總決賽                           |
| 2018年3月30日 | 第十一集 | 導師合作賽，與偶像KTV隊伍組員和李榮浩合作，一起表演《戒菸》                           |
| 2018年4月6日  | 第十二集 | 總決賽，返場與所有練習生在節目開頭一起表演主題曲《EIEI》                              |

## 外部連結
- 木子洋的新浪微博